# Van Raders

Nederlands geslachtswapen (1835)

Van Raders is een geslacht waarvan leden sinds 1835 tot de Nederlandse adel behoren.

## Geschiedenis
De stamreeks begint met Simon Rater (Rathers) zu Blumenau die vanaf 1592 wordt vermeld als student te Helmstedt. Zijn achterkleinzoon Christophel Ernst von Raders (1703-1785) trad in Statendienst en werd zo de stamvader van de in de Nederlanden gevestigde tak van het geslacht. Een kleinzoon van de laatste, Reinier Frederik (1794-1868), werd eerst door koning Friedrich Wilhelm III van Pruisen erkend te behoren tot de Pruisische adel (besluit van 17 maart 1835) en vervolgens bij KB van 25 oktober 1835 ingelijfd in de Nederlandse adel met de titel van baron bij eerstgeboorte.
Drie zonen van de geadelde waren de hoofden van de oudste, middelste en jongste takken. De oudste tak stierf uit in 1963, de jongste in 1954. Alleen de middelste bloeit nog.
Telgen van dit geslacht bekleedden (hoge) functies in Nederlandse kolonieën. Na de Tweede Wereldoorlog trokken enkele telgen naar het buitenland en sinds 2018 woont er niemand van het geslacht nog in Nederland.
in 2003 waren er nog negen mannelijke telgen in leven, de laatste geboren in 2003, en allen niet meer wonend in Nederland.

## Enkele telgen
Heinrich Daniel Ernst von Raders (1656-1731), generaal-majoor in Pruisische dienst
- Christophel Ernst von Raders (1703-1785), officier in Statendienst 1737-, luitenant-generaal 1766-, commandant van Doesburg
  - Jan Ernst van Raders (1737-1825), vice-admiraal
    - Reinier Frederik baron van Raders (1794-1868), generaal-majoor, gouverneur van Curaçao en van Suriname
      - Jhr. ir. Willem Herman Frederik Hendrik van Raders (1827-1889),waterbouwkundige en directeur spoorwegmaatschappij
        - Jkvr. Louisa Elisabeth Hermine van Raders (1871-1946), kunstschilder; trouwde met Matija Jama (1872-1947), kunstschilder
        - Ir. Reinier Frederick baron van Raders (1880-1949), directeur wegenbouwmaatschappij
          - Piet Jan Joris baron van Raders (1928), oud-ondernemer in Nieuw-Zeeland en sinds het overlijden van zijn broer in 1991 chef de famille